# Angel of Death (Lied)
Angel of Death ist ein Lied der US-amerikanischen Thrash-Metal-Band Slayer. Es ist das erste Stück auf Reign in Blood, dem dritten Studioalbum der Band, das am 7. Oktober 1986 bei Def Jam veröffentlicht wurde.

## Entstehung und Produktion
Das Lied wurde auf dem Album Reign in Blood veröffentlicht. Dieses wurde mit Rick Rubin als Produzent im Studio Hit City West aufgenommen und in den New Fresh Studios abgemischt und gemastert.
Rubin wollte bei Angel of Death keine Rhythmusgitarre, sondern lediglich Gitarrensoli. Slayer setzte jedoch die ursprüngliche Version um, die Jeff Hanneman geschrieben hatte, nachdem er sich zwei Bücher über Josef Mengele gekauft hatte.

“I remember stopping some place where I bought two books on [Nazi “surgeon” Josef] Mengele. I thought, “This has gotta be some sick shit.” So when it came time to do the record, that stuff was still in my head—that’s where the lyrics to “Angel of Death” came from.”

„Ich erinnere mich, irgendwo angehalten zu haben, wo ich zwei Bücher über [den Nazi-„Chirurgen“ Josef] Mengele kaufte. Ich dachte: „Das muss kranker Scheiß sein.“ Als es dann Zeit wurde, das Album zu machen, dachte ich immer noch an das Zeug — daher kam der Text zu Angel of Death.“

Allerdings benutzte Hanneman die Bücher nicht als Vorlage, sondern schrieb den Text aus dem Gedächtnis:

„Ich wusste schon vorher über diesen Mist Bescheid, deshalb war es nicht notwendig, noch irgendwo nachzuschlagen.“

## Inhalt
Das Lied handelt von Josef Mengele. Er war im KZ Auschwitz-Birkenau Lagerarzt und führte Menschenversuche durch. Im englischen Sprachraum hat er den Spitznamen „Angel of Death“, nach dem das Lied benannt ist, und ist im deutschen Sprachraum als „Todesengel von Auschwitz“ bekannt.
Die in Angel of Death beschriebenen Menschenversuche von Mengele beinhalten experimentelle Operationen ohne Anästhesie, Bluttransfusionen zwischen Zwillingen, Zusammennähen von Körpern, Isolation in Einzelhaft, Vergasungen, Injektionen mit tödlichen Keimen, Geschlechtsumwandlungen, Blendungen und das Entfernen von Organen und Gliedmaßen:

“Pumped with fluid, inside your brain / Pressure in your skull begins pushing through your eyes / Burning flesh, drips away / Test of heat burns your skin, your mind starts to boil / Frigid cold, cracks your limbs / How long can you last / In this frozen water burial? / Sewn together, joining heads / Just a matter of time / til you rip yourselves apart”

„Vollgepumpt mit Flüssigkeit, in deinem Hirn / Druck in deinem Schädel beginnt durch deine Augen zu drücken / Brennendes Fleisch, tropft ab / Ein Hitzetest verbrennt deine Haut, dein Verstand beginnt zu kochen / Eisige Kälte, sprengt deine Glieder / Wie lange kannst du es aushalten / In diesem Eiswasserbegräbnis? / Zusammengenäht, verbundene Köpfe / Es ist nur eine Frage der Zeit / Bis ihr euch selbst auseinanderreißt“

## Kontroverse
Da die Nationalsozialisten im Liedtext nicht explizit als schlecht bezeichnet werden, gerieten die Musiker in den Verdacht, selbst Nationalsozialisten zu sein. Die Band fand diesen Vorwurf aufgrund der jüdischen Abstammung des Produzenten Rick Rubin absurd. Außerdem stamme der Bassist und Sänger Tom Araya aus Chile und der Schlagzeuger Dave Lombardo aus Kuba.

“It was like, “Oh yeah—we’re racists. We’ve got a Cuban and a Chilean in the band. Get real.””

„Es war wie: „Oh ja — wir sind Rassisten. Wir haben einen Kubaner und einen Chilenen in der Band. Bleibt realistisch.““

Slayer nutzte die Debatte um Angel of Death, um noch mehr Aufmerksamkeit zu erregen. In den 1990er Jahren gab es ein Logo, das den Reichsadler aus der Zeit des Nationalsozialismus adaptierte. Er hält eines der für das Logo typischen Schwerter in den Krallen, das Hakenkreuz ist durch einen Drudenfuß mit dem Slayer-Schriftzug ersetzt.

## Musik
Angel of Death ist mit einer Dauer von 4 Minuten und 51 Sekunden das längste Lied des 29-minütigen Reign in Blood, auf dem die durchschnittliche Länge ungefähr 2 Minuten und 55 Sekunden beträgt. Im Gegensatz zu vielen anderen Liedern des Albums hat es eine aus Versen und Strophen bestehende Struktur.

## Rezeption
Die Kritiken zu Reign in Blood fielen insgesamt gut aus; manche heben Angel of Death speziell hervor, beispielsweise Steve Huey, der das Lied als „Klassiker“ („classic“) ansieht.
„Es gibt kein besseres Lied als das meistervolle "Angel of Death", um Dinge wegzutreten […], ein Lied, bei dem Kerry King und Jeff Hanneman ihre verwickelten Riffs abliefern, Dave Lombardo ein kraftvolles Getrommel darbietet, und Tom Araya seine Geschichte vom Nazi-Kriegsverbrecher Mengele herausschreit und -knurrt“, erwähnt Adrien Begrand in einer Zusammenfassung der Bandgeschichte von Slayer das Lied.
Greg Anderson, Gitarrist der Drone-Band Sunn O))), äußerte in einem Interview, die Death-Metal-Band Cannibal Corpse spiele im Prinzip nur Alternativversionen von Angel of Death, ließ aber unklar, wie er das Lied selbst findet:

“Honestly how interesting is it to hear about how the lyrics and riffs came about for the 12th Cannibal Corpse album that is exactly like the 11 before it?  No offense meant to CC, I like them and what they do serves an important purpose, but what I’m getting at is that music and art that pushes boundaries and progresses is often times more interesting to read/learn about then how many ways you can talk about disemboweling and then eating a corpse while riffing alternate versions of Angel of Death.”

„Ehrlich, wie interessant ist es, woher die Texte und Riffs für das zwölfte Cannibal-Corpse-Album kommen, das genau wie die elf vor ihm war? Das ist nicht als Angriff gegen CC gemeint, ich mag sie und was sie tun, dient einem wichtigen Zweck, aber was ich meine, ist, dass es oft interessanter ist, über Musik, die Grenzen verschiebt zu lesen/lernen, als darüber, auf wie viele Arten man über das Ausweiden und Essen von Leichen sprechen kann, während man alternative Versionen der Riffs von Angel of Death spielt.“

Es gab auch schlechte Rezensionen, zum Beispiel durch Rich Stim im Magazin Spin, der eine Vorabversion von Reign in Blood rezensierte. Er warf der Band aufgrund des Liedtextes von Angel of Death vor, aus dem Holocaust ein „Comic-Drama“ zu machen. Später allerdings vergab das Magazin Platz 67 der Liste 100 Greatest Albums, 1985–2005 an Reign in Blood, das neben Master of Puppets von Metallica (Platz 59) das einzige Metal-Album der Liste ist.

“The album starts with the words ‚Auschwitz, the meaning of pain‘. For sheer numbness of purpose, nothing beats ‚Angel of Death,‘ Slayer's commentary on Nazi Joseph [sic] Mengele. Mengele was a ‚sadist of the noblest blood‘ who ‚toiled to benefit the Aryan race‘ by performing ‚surgery with no anesthesia.‘ Jeez, if you ever wondered what effect Hogan's Heroes had on our culture, this is it – a view of the Holocaust as comic-book drama, as removed from reality as the Black Plague or Darth Vader.”

„Das Album beginnt mit den Worten ‚Auschwitz, die Bedeutung von Schmerz‘. Zum reinen Zweck der Betäubung schlägt nichts ‚Angel of Death‘, Slayers Kommentar zu dem Nazi Joseph [sic] Mengele. Mengele war ein ‚Sadist des nobelsten Blutes‘, der ‚sich zum Nutzen der arischen Rasse müht‘ indem er ‚Operationen ohne Betäubung‘ durchführt. Du meine Güte, falls du dich je gewundert haben solltest, welche Auswirkungen Ein Käfig voller Helden auf unsere Kultur hat, das sind sie – die Betrachtung des Holocaust als Comic-Drama, so entfernt von der Realität wie der Schwarze Tod und Darth Vader.“